# Westside (Iowa)
Westside – miasto w Stanach Zjednoczonych, w stanie Iowa, w hrabstwie Crawford. W 2000 roku liczyło 327 mieszkańców.